# Michael Rasmussen (Eishockeyspieler)
Michael Rasmussen (* 17. April 1999 in Vancouver, British Columbia) ist ein kanadischer Eishockeyspieler, der seit August 2017 bei den Detroit Red Wings in der National Hockey League unter Vertrag steht.

## Karriere
Michael Rasmussen wurde in Vancouver geboren und spielte in seiner Jugend unter anderem für das Nachwuchsprogramm Okanagan Hockey. 2014 wurde er im Bantam Draft der Western Hockey League (WHL) an siebter Position von den Tri-City Americans ausgewählt und debütierte für das Team gegen Ende der Saison 2014/15 in der WHL, der ranghöchsten Juniorenliga der Region. Bei den Americans etablierte sich der Mittelstürmer als regelmäßiger Scorer, so verzeichnete er in der Spielzeit 2016/17 insgesamt 32 Tore und 23 Vorlagen in 50 Spielen, bevor er im NHL Entry Draft 2017 an neunter Stelle von den Detroit Red Wings berücksichtigt wurde. Vorerst kehrte er jedoch für eine weitere Saison in die WHL zurück, in der er die Americans als Mannschaftskapitän ins Halbfinale der Playoffs führte und mit ihnen dort an den Everett Silvertips scheiterte. Zudem platzierte er sich mit 33 Punkten aus nur 14 Spielen auf Rang zwei der Playoff-Scorerliste.
Nachdem Rasmussen bereits im August 2017 einen Einstiegsvertrag bei den Red Wings unterzeichnet hatte, erspielte er sich im Rahmen der Vorbereitung auf die Saison 2018/19 einen Platz in deren Aufgebot und debütierte in der Folge Anfang Oktober 2018 in der National Hockey League (NHL). Er kam in der Folge regelmäßig zum Einsatz und beendete die Spielzeit mit 62 absolvierten NHL-Partien, verlor diesen Stammplatz allerdings zu Beginn der Folgesaison wieder. Demzufolge steht er seither überwiegend beim Farmteam der Red Wings in der American Hockey League (AHL) auf dem Eis, den Grand Rapids Griffins. Die Off-Season in Herbst und Winter 2020 verbrachte er derweil beim Graz 99ers in der Österreichischen Eishockey-Liga, bevor er sich schließlich im Verlauf der Saison 2020/21 im NHL-Aufgebot der Red Wings etablierte.

### International
Im internationalen Bereich nahm Rasmussen an der World U-17 Hockey Challenge 2015 sowie am Ivan Hlinka Memorial Tournament 2016 teil, wobei er die Medaillenränge mit der kanadischen Auswahl jeweils verpasste.

## Karrierestatistik
Stand: Ende der Saison 2024/25

### International
Vertrat Kanada bei:
- World U-17 Hockey Challenge 2015
- Ivan Hlinka Memorial Tournament 2016

(Legende zur Spielerstatistik: Sp oder GP = absolvierte Spiele; T oder G = erzielte Tore; V oder A = erzielte Assists; Pkt oder Pts = erzielte Scorerpunkte; SM oder PIM = erhaltene Strafminuten; +/− = Plus/Minus-Bilanz; PP = erzielte Überzahltore; SH = erzielte Unterzahltore; GW = erzielte Siegtore; 1 Play-downs/Relegation; Kursiv: Statistik nicht vollständig)